# 蝦名純
蝦名 純（えびな じゅん、1939年2月19日 - ）は、日本の元陸上競技選手。1960年ローマオリンピック走幅跳の日本代表。
オリンピックの陸上競技において、兵庫県下の高校出身者として初の日本代表選手となった。

## 来歴
西宮市立西宮高等学校を経て（9回生）、
関西学院大学在学時の1960年ローマオリンピックに、陸上競技の男子走幅跳選手として、安間之重（リッカー）・岡崎高之（中大）と共に出場した。結果は6m83で予選落ち、39位タイだった。
自己ベスト記録は1960年にインカレで記録した7m50。